# Mary Shelley's Frankenstein
Mary Shelley's Frankenstein, também conhecido como Frankenstein (Brasil: Frankenstein de Mary Shelley / Portugal: Frankenstein) é um filme de 1994 dirigido por Kenneth Branagh, tendo no elenco o próprio Branagh, Robert de Niro, Tom Hulce, Helena Bonham Carter, Aidan Quinn, entre outros. Trata-se de uma adaptação da obra Frankenstein, da escritora Mary Shelley.

## Sinopse
Após encontrar o Capitão Walton, Victor Frankenstein decide contar-lhe sua história. Através de flashbacks, é mostrado quando ele vai estudar medicina e conhece o Dr. Walderman, que lhe conta que tem feito experiências, na tentativa de reanimar tecidos mortos. Após a morte do professor, Victor utiliza seus experimentos para trazer à vida uma "criatura" com partes dos corpos de cadáveres.

## Elenco
- Robert de Niro - A criatura
- Kenneth Branagh - Victor Frankenstein
- Helena Bonham Carter - Elizabeth
- Tom Hulce - Henry Clerval
- Aidan Quinn - Capitão Walton
- Ian Holm - Barão Frankenstein
- Robert Hardy - Professor Krempe
- John Cleese - Dr. Walderman
- Richard Briers - Avô
- Cherie Lunghi - Caroline Beaufort Frankenstein
- Celia Imrie - Sra. Moritz
- Gerard Horan - Claude
- Trevyn McDowell - Justine

## Prêmios e indicações

### Indicações
Oscar
- Melhor Maquiagem: 1995

 Bafta
- Melhor Design de Produção: 1995